# Larentia linearis
Larentia linearis är en irisväxtart som först beskrevs av Carl Sigismund Kunth, och fick sitt nu gällande namn av Friedrich Wilhelm Klatt. Larentia linearis ingår i släktet Larentia och familjen irisväxter. Inga underarter finns listade i Catalogue of Life.